# بيل برادفورد
بيل برادفورد (بالإنجليزية: Bill Bradford)‏ هو لاعب كرة قاعدة أمريكي، ولد في 28 أغسطس 1921 في Choctaw, Arkansas ‏ في الولايات المتحدة، وتوفي في 22 أغسطس 2000 في فيرفيلد باي في الولايات المتحدة.

## وصلات خارجية
- بيل برادفورد على موقعبيزبول رفرنس.كوم (الدوري الرئيسي) (الإنجليزية)
- بيل برادفورد على موقعبيزبول رفرنس.كوم (الدوري الثانوي) (الإنجليزية)
- بيل برادفورد على موقع مشجعي الرسوم البيانية (الإنجليزية)